# François-André Vincent
François-André Vincent (París, 30 de desembre de 1746 - París, 4 d'agost de 1816) fou un pintor francès.

## Biografia
Alumne del seu pare, el miniaturista François-Élie Vincent, professor a l'Acadèmia de Saint-Luc, i més tard de Joseph-Marie Vien, Vincent fou guardonat amb el Prix de Rome de 1768. Visqué a Itàlia de 1771 a 1775. El 1777 fou admès a l'Acadèmia Reial de Pintura i Escultura i partir d'aquesta data exposà regularment al Saló de París.
El 1792 fou nomenat professor a l'École Nationale Supérieure des Beaux-Arts, succeint en el càrrec a Anne-Louis Girodet.
El 1799 es casà amb Adélaïde Labille-Guiard, pintora de gran fama que ja havia estat formada pel seu pare en la miniatura i per ell mateix en la tècnica a l'oli.
De 1809 a 1815 fou professor de disseny a l'École polytechnique.
Considerat un dels principals rivals de Jacques-Louis David, ràpidament fou eclipsat per aquest. Durant la Revolució, les seves conviccions monàrquiques l'oposaren encara més a David.
Fou un dels primers membres de l'Académie des Beaux-Arts de l'Institut de France, que substituí l'Acadèmia Reial el 1795. Al final de la seva vida la seva activitat professional es veié disminuïda per problemes de salut; tot i així, després de la seva mort, seguí rebent honors oficials. Fou membre de la Legió d'Honor així com de tantes altres acadèmies europees.
Morí a París el 1816.

## Deixebles
Igual que el seu rival David, Vincent fou responsable d'un important taller en què es formarien nombrosos artistes:
| - Jean Alaux (1786-1864) - Jean-Joseph Ansiaux (1764-1840) - Pierre-Nolasque Bergeret (1782-1863) - Louis-Marie Guichard (1770-1832), escultor - François-Joseph Heim (1787-1865) | - Charles Toussaint Labadye (1771-1798) - Charles Paul Landon (1761-1826)) - Charles Meynier (1768-1832) - Pierre-Antoine Mongin (1761-1827) - Louis-Alexandre Péron (1776-1855) | - François-Édouard Picot (1786-1868) - Isabelle Pinson (1769-1855), née Proteau - Charles Thévenin (1764-1838) - Louis Thomassin actiu de 1796 a 1810 - Horace Vernet (1789-1863) |

## Galeria

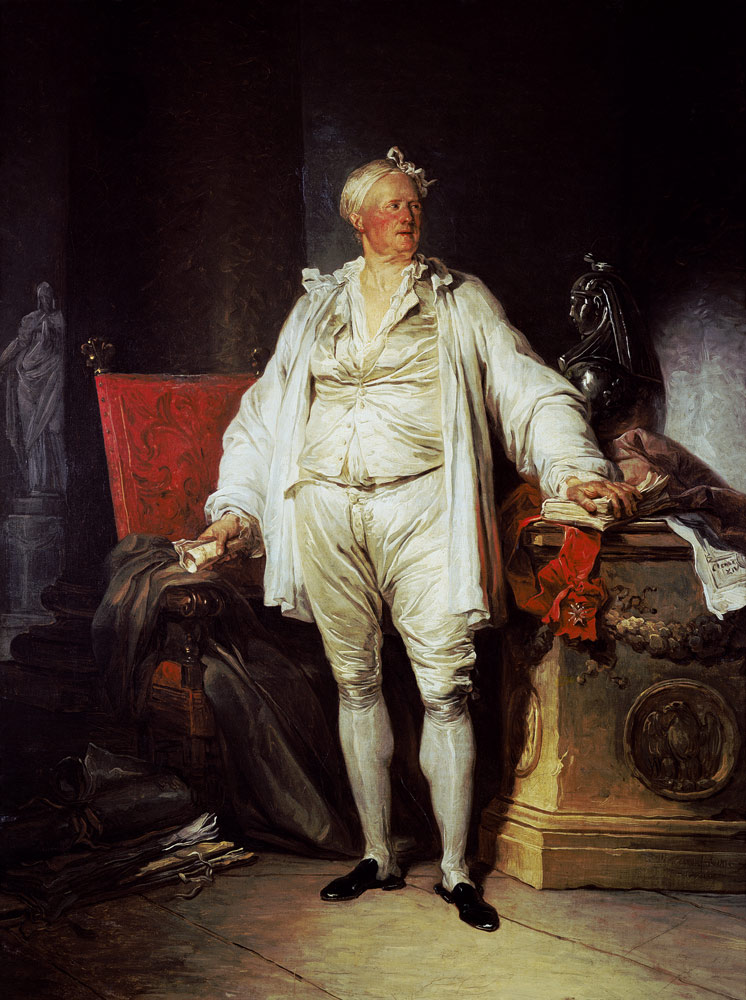
Retrat de Monsieur Bergeret de Grancourt (1774). Museu des Beaux-Arts, Besançon.
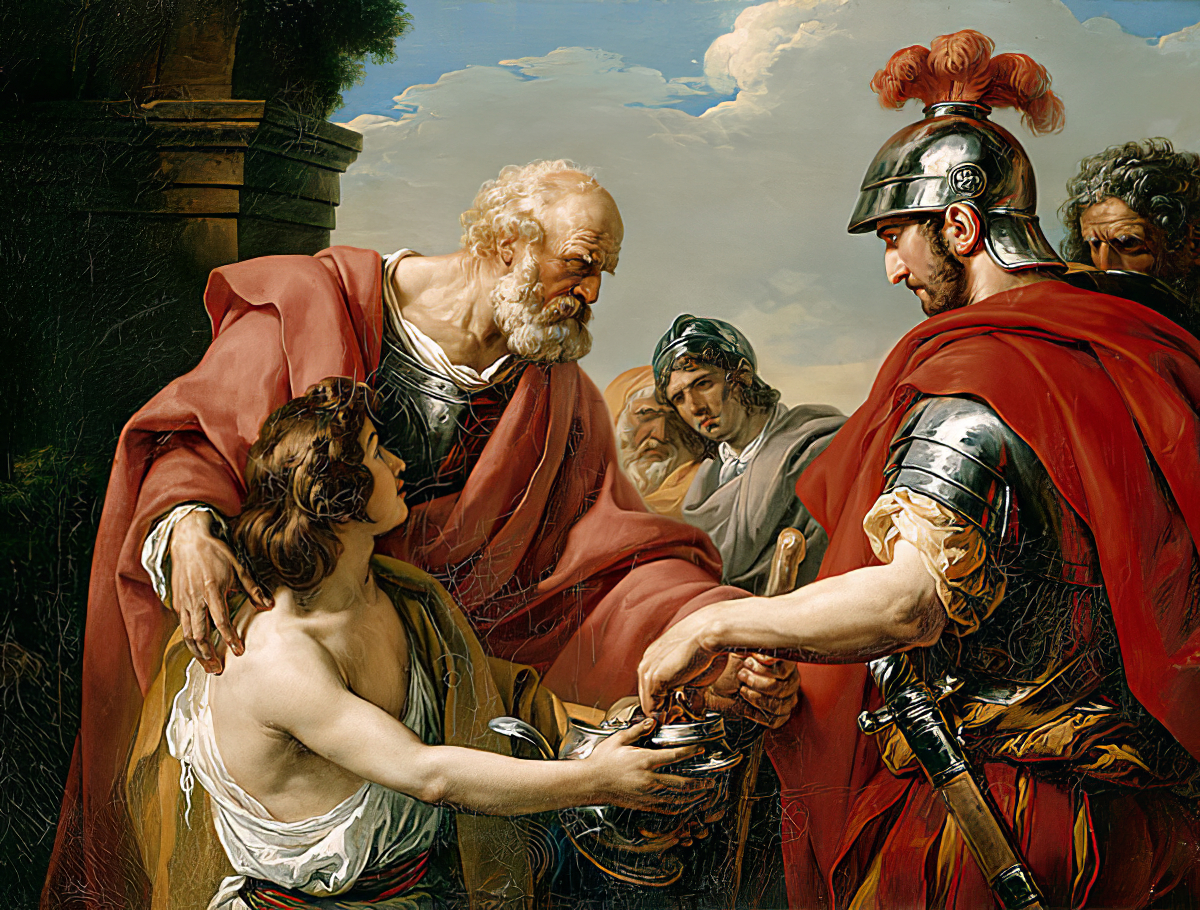
Belisari (1776). Museu Fabre, Montpeller.
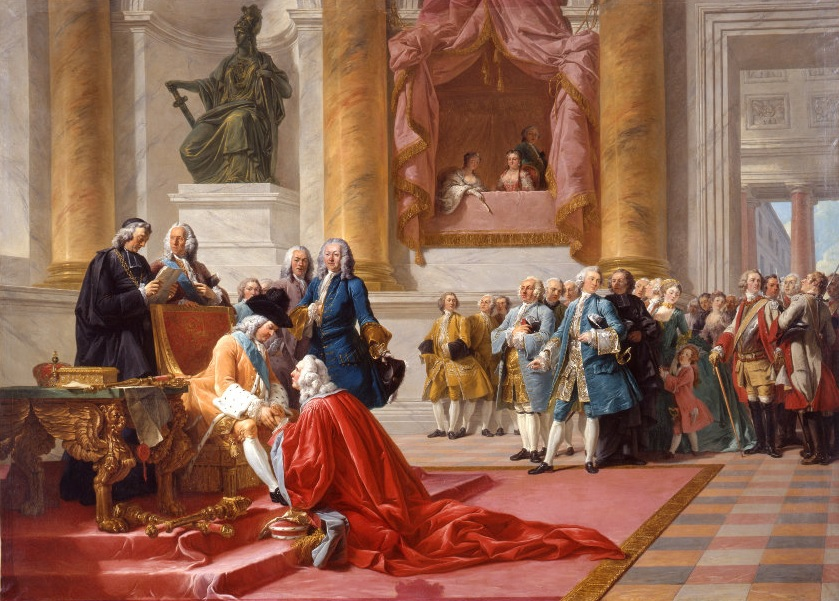
El marquès de La Galaizière nomenat canceller de Lorena al palau de Meudon per Stanislas Leczinski el 18 de gener de 1737 (1778). Museu històric de Lorena, Nancy.
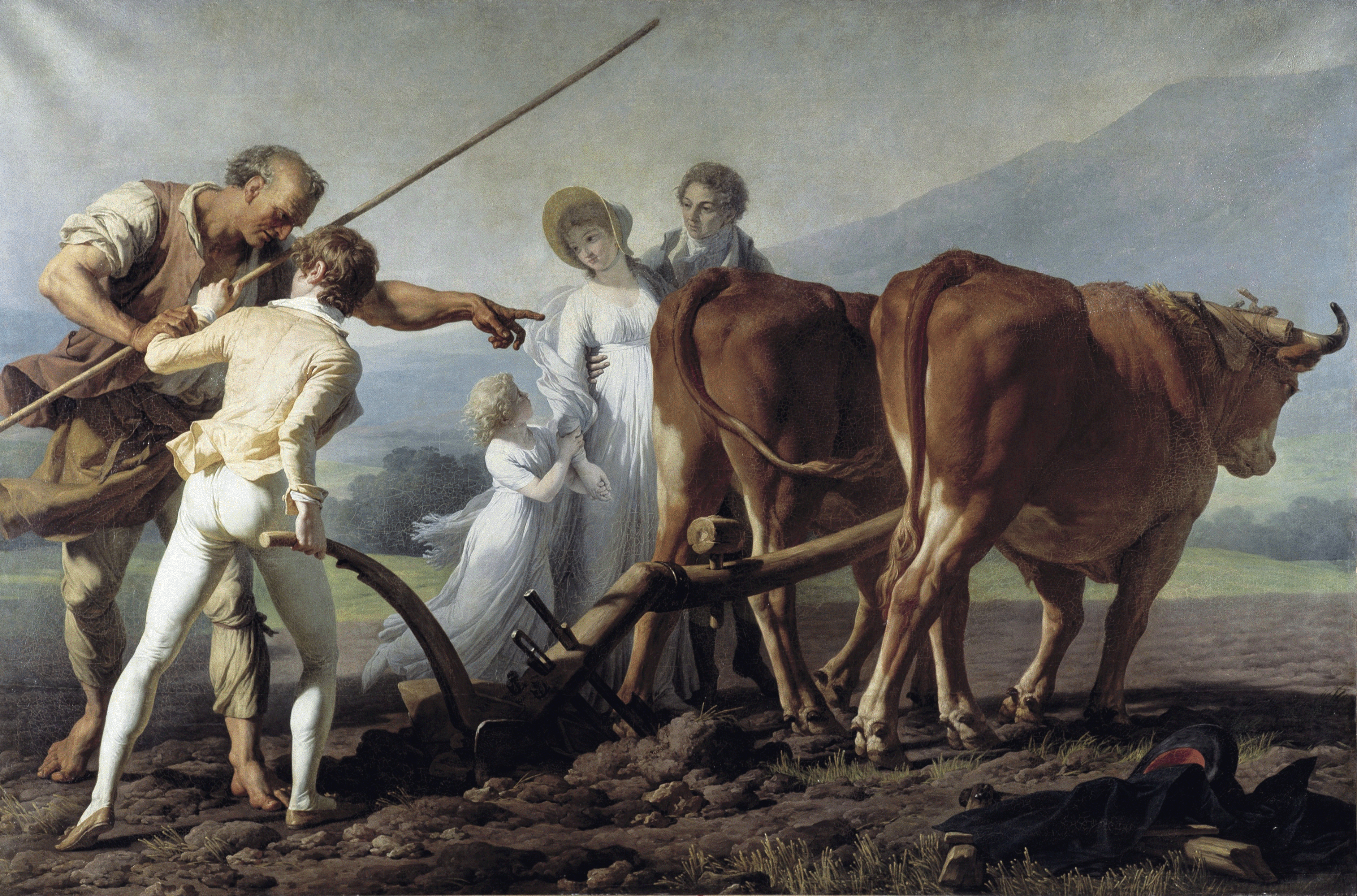
La Lliçó d'agricultura (1793-98). Museu des Beaux-Arts, Bordeus.